# Willy Diméglio
Willy Dimeglio, né le 3 mai 1934 à Philippeville (Algérie) et mort le 26 mars 2020 à Montpellier, est un homme politique français.

## Biographie
Né en Algérie, il arrive dans les années 1950 à Montpellier pour y faire ses études de Droit. Il s'engage dans la vie étudiante, et devient président de l’Association général des étudiants de Montpellier (AGEM). C'est alors qu'il est repéré par le maire François Delmas, ils deviennent de très bon amis.
Tête de liste aux élections municipales de 1989 à Montpellier, il est battu par Georges Frêche.
Il est fait chevalier de la Légion d'honneur en 1998.

## Mandats
- Député de l'Hérault (1986-1988)
- Député de la première circonscription de l'Hérault (1988-1997)
- Conseiller général du canton de Montpellier-4 (1976-1988)
- Conseiller général du canton de Montpellier-1 (1988-2001)
- Conseiller municipal de Montpellier (1983-1995)